# Lac Quévillon
Pour les articles homonymes, voir Quévillon (homonymie).
Le lac Quévillon est un plan d'eau douce chevauchant les cantons Quévillon et Verneuil, dans la partie Sud du territoire de Eeyou Istchee Baie-James (municipalité), dans la région administrative du Nord-du-Québec, dans la province de Québec, au Canada.
La foresterie constitue la principale activité économique du secteur ; les activités récréotouristiques arrivent en second. Sa surface est généralement gelée du début de décembre à la fin avril.
Ce bassin versant est accessible grâce à la route 113 dont le trajet est en parallèle et du côté Nord-Ouest de la rivière Quévillon. En remontant vers le Nord, cette route passe du côté Ouest du village de Lebel-sur-Quévillon et du lac Quévillon. La route R1050 passe au Sud du lac, reliant la route 113 au Sud du village de Lebel-sur-Quévillon. Le chemin de fer passe du côté Est du lac.

## Géographie
La forme de ce lac de 12,6 km de longueur ressemble à un cœur. Une presqu’île s’avançant vers le Sud à partir de la rive Nord du lac, comporte le lac Misamiko (longueur : 1,5 km ; altitude : 278 m). Ce lac comporte l'île Kâmicikamak, située dans la partie Est du lac.
Le lac Quévillon s’approvisionne surtout par la rivière Wilson (lac Quévillon) laquelle se déverse sur la rive Nord-Est du lac.
L’embouchure de ce lac est localisé au fond d’une petite baie de la rive Sud où il se déverse dans la rivière Quévillon, soit à :
- 2,2 km au Sud-Est du centre du village de Lebel-sur-Quévillon lequel a été aménagé sur une presqu’île s’avançant vers le Nord-Est dans le lac Quévillon ;
- 6,1 km au Nord-Est de sa confluence avec la rivière Bell ;
- 4,0 km au Nord-Ouest du chemin de fer lequel passe du côté Sud-Est du lac Quévillon ;
- 35,3 km au Nord du lac Parent (Abitibi).

Les principaux bassins versants voisins du lac Quévillon sont :
- côté nord : rivière Wedding ;
- côté est : rivière O'Sullivan, rivière Cuvillier ;
- côté sud : rivière Bell, lac Parent (Abitibi) ;
- côté ouest : rivière Bell, ruisseau Wâjatâwâka, rivière Kâk.

## Toponymie
Le toponyme "lac Quévillon" a été officialisé le 5 décembre 1968 par la Commission de toponymie du Québec, soit lors de sa création.